# Мале ствари (филм из 1957)
Мале ствари је југословенски филм из 1957. године. Режирао га је Бошко Косановић а сценарио је написао Владимир Паскаљевић.

## Радња
Презапослени супруг Ђорђе због преоптерећености послом запоставља жену Мају, што њу присиљава да потражи забаву на другој страни. Маја из хира прави мали излет са Жарком, својим другом са музичке академије.
Ни млада студенткиња Сања, која обожава лекара, мужа запостављене жене, не схвата те мале ствари које и нису тако мале, и да је човеку потребно много снаге да нађе свој пут у животу, пут разумевања, поштовања и добрих људских односа.

## Улоге
| Глумац            | Улога |
| ----------------- | ----- |
| Стојан Дечермић   |       |
| Ино Хусеџиновић   |       |
| Милош Јекнић      |       |
| Мира Кучан        |       |
| Сибина Мијатовић  |       |
| Нада Ризнић       |       |
| Борис Смоје       |       |
| Томислав Танхофер |       |
| Јанез Врховец     |       |

Комплетна филмска екипа ▼
| Редитељ              | Бошко Косановић     |
| Сценариста           | Владимир Паскаљевић |
| Композитор           | Бојан Адамич        |
| Директор фотографије | Огњен Милићевић     |
| Монтажер             | Марија Фукс         |
| Сценограф            | Драгољуб Лазаревић  |